# IFK Trollhättan
IFK Trollhättan, bildad 15 oktober 1920 under namnet BK Kamraterna, är en idrottsförening i Trollhättan i Sverige. Året efter bildandet slogs föreningen samman med kvartersklubben BK Stavre, samtidigt som man sökte medlemskap i IFK-rörelsen. Namnet på den nya föreningen blev IFK Trollhättan. Föreningen har varit verksam inom fotboll sedan starten, dessutom har man varit verksam inom friidrott (1920–1933), bandy (1921–1941), boxning (1927–1941), handboll (1940–1952), ishockey (1945–1973) samt konståkning (1959–1973). Ishockeyn var den mest framgångsrika grenen med ett flertal DM-segrar under 1940- och 1950-talen. Ishockeyverksamheten övergick 1973 till Trollhättans HC.
Klubben spelade i Sveriges andra division i fotboll för herrar säsongerna 1942/1943, 1943/1944, 1944/1945, 1946/1947 och 1956/1957, med andraplatsen i Division II Västra säsongen 1942/1943 som bästa placering i det svenska seriespelet, medan man i Svenska cupen som bäst nådde åttondelsfinal mot Hammarby IF 1982. Herrlaget i fotboll har Kamratgården som hemmaplan och publikrekordet, 5 900, sattes mot Örgryte IS säsongen 1942/1943.
IFK Trollhättans hemmaplan är Kamratgårdens IP.

## Kända spelare
Olle Bengtsson, som senare blev känd som boxare, spelade tidigare under sin karriär även fotboll, i Gripens BK och IFK Trollhättan. Även Claes Eriksson, som innan sin karriär som revyartist och komiker ansågs som ett lovande fotbollslöfte, spelade i sin ungdom för IFK Trollhättan.